# Edward Ligonier (1er comte Ligonier)
Edward Ligonier, 1er comte Ligonier (1740 - 14 juin 1782) est un soldat et courtisan britannique. Il est le fils illégitime du colonel Francis Augustus Ligonier, le frère de John Ligonier, 1er comte Ligonier.

## Biographie
Il sert avec le prince Ferdinand de Brunswick pendant la guerre de Sept Ans et est nommé capitaine du Grenadier Guards. En 1763, il est nommé aide de camp royal et, de 1763 à 1765, il est secrétaire de l'ambassade de Madrid. Le 12 novembre 1764, il est nommé valet de la chambre à coucher du duc de Gloucester.
Le 6 décembre 1766, il épouse Penelope Pitt, fille de George Pitt (1er baron Rivers). Sa liaison avec Vittorio Alfieri, provoque un duel entre son mari et son amant à Green Park  le 7 mai 1771, et Ligonier peut obtenir un divorce par une loi du Parlement le 7 novembre 1771. Il épouse Lady Mary Henley, fille de Robert Henley (1er comte de Northington), le 14 décembre 1773. Entre-temps, à la mort de son oncle, le comte Ligonier, en 1770, il devient vicomte Ligonier de Clonmel, titre qui est créé avec un reste spécial pour lui et hérite de Cobham Park (en).
Il est promu Major général en 1775 et Lieutenant général en 1777. Le 19 juillet 1776, il est créé comte Ligonier, de Clonmel, dans la pairie d'Irlande et Chevalier Compagnon de l'Ordre du Bain le 17 décembre 1781. Il meurt le 14 juin 1782, avant de pouvoir être installé, et ne laisse aucune postérité. Cobham est vendu en 1806.